# Parque Natural Mapuche Ziwilwe

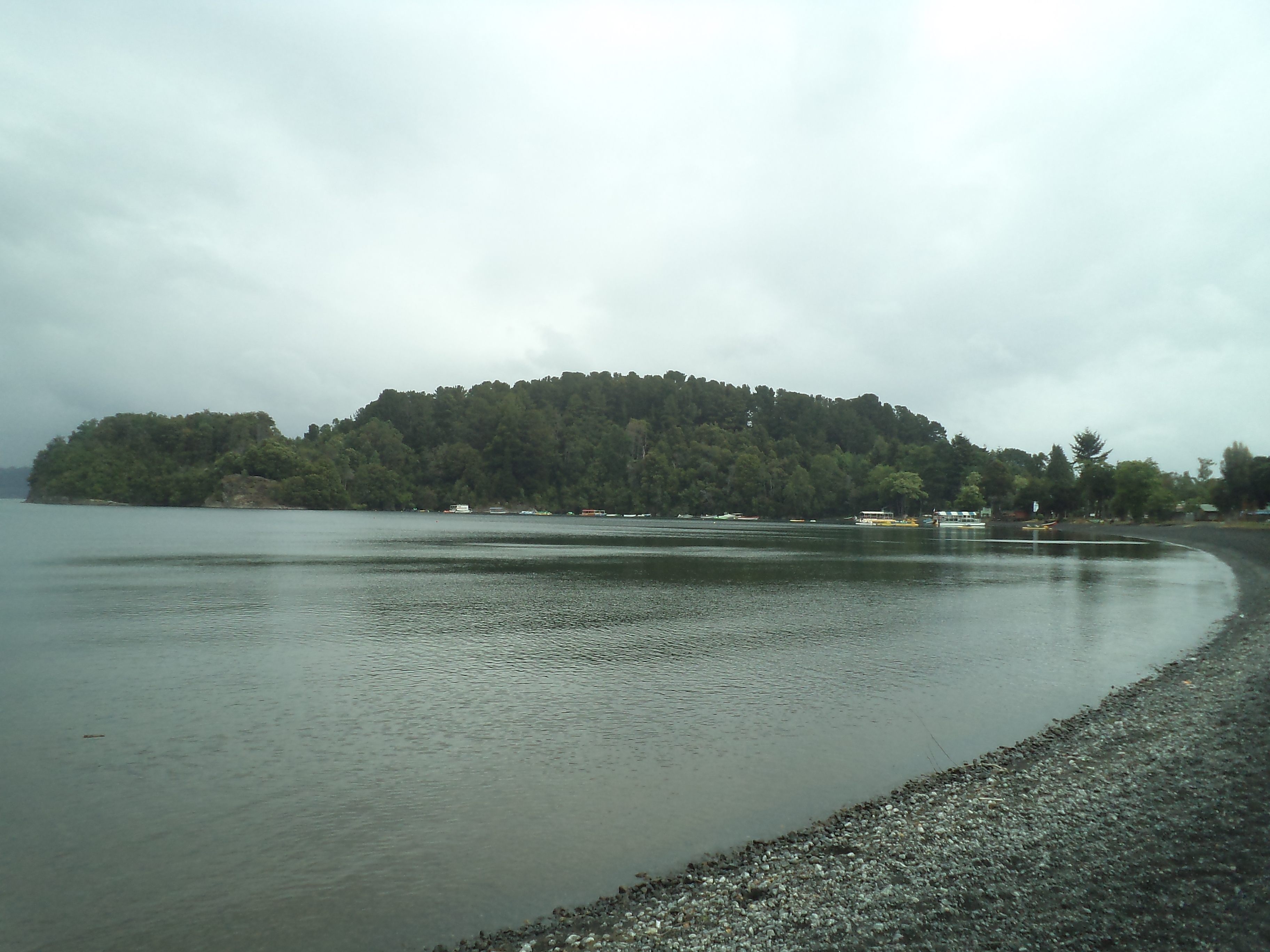
Península de Lican Ray desde el sector de Playa chica

El Parque Natural Mapuche Ziwilwe, también conocido como Lof Ziwilwe Península de Lican Ray, es un parque de acceso público en la localidad de Lican Ray, comuna de Villarrica, Región de La Araucanía de Chile. Es administrado desde 2008 por las comunidades mapuches Juan Manuel Loncopán y Rudecindo Ancalef de Lican Ray.
Su nombre en lengua mapuche significa "elemento para revolver", atribuido al carácter revuelto de las aguas del Lago Calafquén en torno a la península.

## Historia
La península de Lican Ray originalmente era parte del título de merced entregado por el Estado de Chile a la comunidad indígena Loncopán en 1912, en el marco de la regularización de tierras indígenas luego de la Ocupación de la Araucanía. En ese contexto, se trataba de un espacio lacustre integrado dentro de una reducción indígena de 130 hectáreas.
A inicios de la década de 1940 comienza a conformarse un pueblo de servicios en torno a las comunidades indígenas, y el 15 de febrero de 1944 el Estado chileno registra como propiedad fiscal las tierras asociadas al título de merced de 1912, de forma de dar paso a la conformación de un pueblo con vocación forestal, vinculado a la actividad del ramal ferroviario Lanco-Panguipulli. Esta vocación forestal decae luego del terremoto de 1960, dando paso a una reorientación turística del sector a partir de 1966.
El año 2007 la comunidad mapuche Juan Manuel Loncopán realizó una ocupación de la península, reivindicando su condición de tierras ancestrales usurpadas por el Estado durante el siglo XX. Esto fue reconocido al año siguiente por el mismo, entregándosele a la comunidad la administración de este espacio. A partir de ese momento la península se habilitó como un espacio ceremonial, además de turístico, bajo el nombre de parque natural Mapuche Ziwilwe.

## Características
Se trata de un parque de 15,5 hectáreas localizado en el sector Península de Lican Ray, que divide los sectores de Playa Grande y Playa Chica de la localidad. Entre sus atributos ambientales se caracteriza por una importante diversidad de flora nativa, donde destaca un bosque de arrayanes y cierta presencia de copihues.
El parque cuenta con seis senderos (el principal de ellos conocido como Inaltu Lafken), dos miradores (Azkintuwe) y un centro cultural mapuche, además de área de servicios y espacio de feria.
Opera de 08:00 a 20:00 h en verano y de 08:00 a 18:00 h en invierno. El ticket de acceso cuesta $2.000 (CLP) por persona.